# Guerra freda islàmica
La Guerra Freda Islàmica és un conflicte directe que es produeix des de 1979, amb la instauració de la república islàmica a l'Iran, a l'Orient Mitjà i que enfronta a les dues grans branques de l'islam: el bloc sunnita liderat pel Regne de l'Aràbia Saudita i secundat majoritàriament per les monarquies de la Península Aràbiga com Qatar, Kuwait o els Emirats Àrabs; i el bloc xiïta capitanejat per la República Islàmica de l'Iran i seguit per països com Síria o Iraq. Aquesta guerra freda es podria enquadrar en un marc internacional perquè els Estats Units donen suport a les monarquies del Golf mentre que Rússia dona suport a l'Iran i als seus aliats.
Mai s'han enfrontat directament entre si però han participat i participen en conflictes a Líbia, Iemen, Síria, Iraq o el Líban. En gairebé tots els conflictes que s'han produït a l'Orient Mitjà des del 1979 fins avui dia els dos blocs han estat enfrontats en dos bàndols diferents.
En considera que la guerra freda islàmica (de vegades, també dita «guerra freda», simplement, entenent-se de quina es tracta pel context) va començar en 1979 i dura fins avui dia. Aquesta va reemplaçar la prèvia guerra freda àrab, acabada en morir Nasser, per l'augment de poder dels xiïtes, a causa de la revolució iraniana de 1979 i la fundació de l'Hesbol·là (1982-1984), i dels sunnites, pel conflicte dels talibans de 2001 i el d'Iraq al llarg de 2003 i 2004. Es parla de «guerra freda» referida a aquest conflicte al llarg de tot aquest temps perquè, tot i que la tensió continua creixent a mesura que passa el temps, per a alguns encara no ha arribat a una guerra «calenta» declarada, oberta i continuada. Altres parlen de guerra freda, «islàmica», per diferenciarla de l'àrab i de la cristiana (EUA contra URSS), però «amb períodes de guerra calenta», com per exemple la guerra entre Iran i Iraq als anys 80.

## Revolució iraniana de 1979
Abans de la Revolució islàmica produïda a l'Iran, els dos països eren dues monarquies autoritàries i mantenien una relació cordial. Però a l'Iran s'hi va produir una revolució republicano-islàmica liderada per l'aiatol·là Khomeini l'any 1979 que va expulsar el xa i va establir la República Islàmica de l'Iran. El Regne de l'Aràbia Saudita, encara que felicités els nous administradors del país persa, temia que la revolució s'exportés a altres països aliats, i les relacions es van refredar força. Els dos països representaven dos models ben diferents de nació islàmica: mentre que Aràbia representava una monarquia ultraconservadora, l'Iran representava una república islàmica de caràcter revolucionari.
Les relacions diplomàtiques entre ambdós països es van tallar quan el líder suprem de l'Iran, l'aiatol·là Khomeini, va titllar als saudites «d'heretges» i traïdors de l'islam. No es restablirien fins a l'any 1991.

## Guerra entre Iran i Iraq
Només un any després de l'establiment de la República Islàmica a l'Iran, el país veí, l'Iraq de Saddam Hussein, va travessar la frontera iraniana i va iniciar-se la coneguda com la Guerra Iran-Iraq. Iraq pretenia canviar la frontera imposada el 1975 i va aprofitar que feia poc que la República s'havia establert a l'Iran per atacar.
Tant els Estats Units com l'URSS van donar suport a Hussein en la seva causa. Aràbia Saudita i els membres de la Lliga Àrab van donar suport a l'Iraq amb 25 milions de dòlars perquè l'Iran representava una amenaça molt més gran per a la regió que l'Iraq baasista i laic. La guerra va finalitzar l'any 1988 sense un guanyador clar.
En les successives guerres contra Iraq (Guerra del Golf i Guerra d'Iraq), tant l'Iran com l'Aràbia Saudita van donar suport a les forces antiiraquianes.

## Incidents a pelegrinatges a la Meca
El hajj és un dels cinc pilars de l'islam, el viatge que tot musulmà ha de realitzar a la Meca almenys una vegada a la seva vida. Però al llarg de la història hi ha hagut incidents que han causat molts morts. L'any 1987, quatre-cents peregrins xiïtes que provenien de l'Iran van ser assassinats per les Forces Armades del Regne Saudita. Aquest incident va fer que la tensió entre els dos països pugés a cotes molt altes: a l'Iran, manifestants van protestar i van assaltar l'ambaixada del Regne a Teheran i van matar un funcionari saudita; i, per la seva banda, Aràbia Saudita va prohibir els visats de viatge als iranians per al hajj. Les relacions diplomàtiques es van trencar després d'aquesta escalada de tensió.
Però hi ha hagut més casos de tragèdies durant el hajj que tensen les relacions entre xiïtes i sunnites. L'any 2015 una allau humana va deixar el sagnant balanç de més de 2.200 persones mortes. Les autoritats de Teheran van culpar les autoritats saudites de la massacre i van aconsellar de fer el hajj.

## Primavera Àrab: Líbia, Síria i Iemen
La Primavera Àrab va ser un moviment social i polític produït al Món Àrab contra els seus governs. En tots els països àrabs es van produir protestes que van obtenir com a resultats derrocaments de règims (Tunísia i Egipte), canvis en els governs (Iemen) o fins i tot guerres civils (Líbia i Síria). Iran, país persa no àrab, no va patir les conseqüències directes d'aquesta Revolució. No obstant això, Iran tenia i té interessos a Líbia i a Síria, ja que la nació persa era aliada de Gaddafi i ho és d'Al-Assad.
Per la part dels Saudites, que van reprimir amb duresa les manifestacions que es van produir al seu territori, van donar suport a les intervencions estrangeres a Líbia i a Síria per allunyar la influència de l'Iran de la zona àrab. Iran va donar armes i suport a la Líbia socialista de Gaddafi i actualment les dona a la Síria xiïta d'Al-Assad.

### Lliga Árab: Prosaudites o Proiranians
| Aràbia Saudita | Iran  | Neutrals  |
| -------------- | ----- | --------- |
| Jordània       | Síria | Oman      |
| Qatar          | Iraq  | Algèria   |
| Bahrain        | Líban | Palestina |
| EAU            |       |           |
| Egipte         |       |           |
| Sudan          |       |           |
| Iemen          |       |           |
| Tunísia        |       |           |
| Marroc         |       |           |